# Кізомба

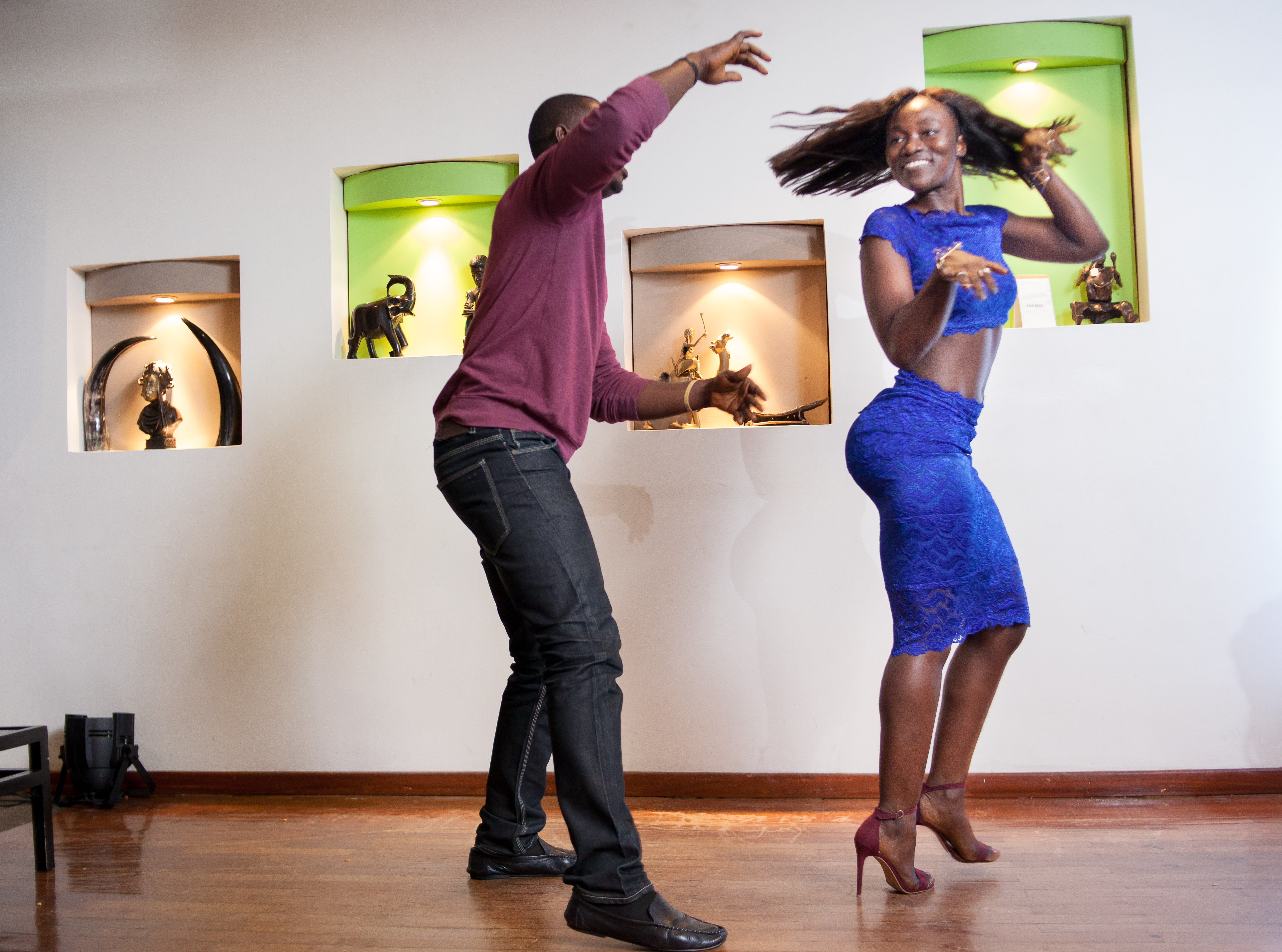
Кізомба

Кізомба (англ. Kizomba) — один із популярних жанрів танцю і музики, що бере свої витоки в Анголі на початку 1980-х. Цей танець виник як суміш традиційної ангольської Семби і ангольського варіанту Меренге. Через схожість ритму музику кізомба іноді плутають з Зуком. Кізомба чуттєвий, романтичний і досить сексуальний танець.

## Походження і розвиток
Музика Кізомби зародилася в Анголі (в Луанді) на початку 1980-х, на неї вплинули традиційні Семба і Меренге. На відміну від Семби, музика Кізомби характеризується повільнышим і, як правило, вельми романтичним ритмом. Враховуючи, що Ангола є колишньою португальською колонією, португальська мова в Анголі є домінуючою і, таким чином, багато пісень, під які танцюють кізомбу, співаються португальською мовою.
В даний час в португаломовних країнах і громадах по всьому світу дуже важко провести чітку грань між музикою Зуку і Кізомби, всі ці стилі називаються кізомбас. Однак на початку, пісні для Зуки співалися французькою мовою, а пісні для Кізомби португальською.

## Культурний вплив
Вплив ангольської Кізомби відчувається не тільки в більшості португаломовних африканських країнах, але і в самій Португалії (особливо в Лісабоні і передмістях, таких як Амадора або Алмаді). В даний час Кізомба також досить популярна серед білих людей, її танцюють на спеціалізованих дискотеках. Починаючи з 2005—2010 років Кізмоба набирає популярність на сальса-фестивалях і стає одним з головних танців фестивалю. Станом на 2014 рік основним центром поширення танцю Кізомба є Франція та Португалія.

## Кізомба в Європі

### Іспанія
- «Sensual Dance» проходить у грудні з 2009 року в Мадриді.[2]
- «Afrolatin Dance Congress» проходить у березні з 2011 року в Памплоні.[3]
- Пляжний фестиваль Кріола проходить у червні в Барселоні з 2011 року.[4]
- «Kizomba Open» проходить в листопаді в Мадриді з 2011 року.[5]
- «Feeling Kizomba Festival» проходить в травні в Мадриді в травні з 2012 року.[6]
- «Benidorm Bk Congress» проходить в липні в Бенідормі в липні з 2013 року.[7]

### Польща
- «Warsaw Kizomba Festival» проходить в квітні Варшаві з 2010 року.[8]

### Франція
- «Kizomba Swimming Festival» проходить в липні Парижі з 2010 року.[9]

### Португалія
- «AfricaDançar» фестиваль проходить в квітні в Лісабоні з 2008 року.[10]
- «Like» фестиваль проходить в вересні в Лісабоні з 2010 року.[11]
- «AfroFever» фестиваль проходить в лютому в Лісабоні з 2012 року.[12]

### Латвія
- «Latvian Sensual Dance Festival On The Wave» проходить в Ризі в травні з 2012 року.

### Угорщина
- «Budapest Kizomba Connection» проходить в Будапешті в серпні з 2011 року.

### Велика Британія
- «Batuke» проходить в Лондоні з 2010 року.[13]

### Італія
- «KIFE» проходить в Трієсті в вересні з 2012 року.[14]

### Бельгія
- «Kizombalove Summer Festival» та «Kizombalove Summer in the city» проходить в Бельгії в липні з 2009 року.[15]

### Ірландія
- «Kizomba Abú» проходить в Дубліні.[16]

### Україна
- Kyiv Dance Festival[17] проходить щороку в Києві на початку березня та є найбільшим фестивалем в Україні

- «KIZZ'UP» проходить у Львові в січні з 2016 року.[18]